# Mahmut Özen
Mahmut Özen (ur. 1 września 1988 w Mersinie) – szwedzki piłkarz pochodzenia tureckiego grający na pozycji prawego obrońcy w klubie Falkenbergs FF.

## Życiorys

### Kariera klubowa

#### Wczesna kariera
Özen rozpoczął swoją karierę zawodową w 2008 roku w klubie Stafsinge IF, z siedzibą w Falkenbergu, który grał ówcześnie w Dywizji 4. W 2009 roku przeniósł się do Varbergs BoIS, gdzie grał przez trzy sezony, dwa sezony w Dywizji 2 i jeden sezon w Dywizji 1. Özen przeniósł się do klubu z Allsvenskan, Mjällby AIF w 2012. Po tym, jak rozegrał tylko pięć meczów dla klubu w swoim debiutanckim sezonie, Özen dokonał przełomu w sezonie 2013, w którym rozegrał większość meczów dla klubu.

#### Malmö FF
4 grudnia 2013 roku ogłoszono, że Özen podpisał czteroletni kontrakt z aktualnym mistrzem ligi Malmö FF. Ogłoszono także, że będzie nosić koszulkę z numerem 24. Przeniesienie nastąpiło 10 stycznia 2014, kiedy otworzyło się szwedzkie okno transferowe. Po występie tylko w jednym meczu ligowym dla klubu w sezonie 2014, Özen został wypożyczony do Kayseri Erciyessporu grającego w Süper Lig do końca sezonu 2014/15. 

#### Adana Demirspor
7 stycznia 2016 Özen podpisał umowę z Adaną Demirspor.

#### Falkenbergs FF
13 marca 2017 został zawodnikiem klubu Falkenbergs FF. Z Falkenbergiem w sezonie 2018 wywalczył awans z Superettan do Allsvenskan.
| Sezon   | Klub                | Kraj    | Rozgrywki   | Mecze | Gole |
| ------- | ------------------- | ------- | ----------- | ----- | ---- |
| 2009    | Varbergs BoIS       | Szwecja | Division 2  | 20    | 0    |
| 2010    | Varbergs BoIS       | Szwecja | Division 2  | 22    | 1    |
| 2011    | Varbergs BoIS       | Szwecja | Division 1  | 25    | 0    |
| 2012    | Mjällby AIF         | Szwecja | Allsvenskan | 5     | 0    |
| 2013    | Mjällby AIF         | Szwecja | Allsvenskan | 23    | 0    |
| 2014    | Malmö FF            | Szwecja | Allsvenskan | 1     | 0    |
| 2014/15 | Kayseri Erciyesspor | Turcja  | Süper Lig   | 12    | 0    |
| 2015    | Malmö FF            | Szwecja | Allsvenskan | 0     | 0    |
| 2015/16 | Adana Demirspor     | Turcja  | TFF 1. Lig  | 3     | 0    |
| 2016/17 | Adana Demirspor     | Turcja  | TFF 1. Lig  | 0     | 0    |
| 2017    | Falkenbergs FF      | Szwecja | Superettan  | 25    | 1    |
| 2018    | Falkenbergs FF      | Szwecja | Superettan  | 15    | 0    |
| 2019    | Falkenbergs FF      | Szwecja | Allsvenskan | 10    | 0    |
| 2020    | Falkenbergs FF      | Szwecja | Allsvenskan | 0     | 0    |

## Sukcesy
Malmö FF:
- mistrz Szwecji: 2014